# Carcelén
Carcelén è un comune spagnolo situato nella Provincia di Albacete, nella comunità autonoma di Castiglia-La Mancia.